# Lampropholis colossus
Lampropholis colossus är en ödleart som beskrevs av  Ingram 1991. Lampropholis colossus ingår i släktet Lampropholis och familjen skinkar. Inga underarter finns listade i Catalogue of Life.